# Rachel se marie
Pour plus de détails, voir Fiche technique et Distribution.
Rachel se marie  ou Le Mariage de Rachel au Québec (Rachel Getting Married) est un film américain réalisé par Jonathan Demme et sorti en 2008.
Anne Hathaway a été nommée à l'Oscar de la meilleure actrice pour sa performance dans le film.

## Synopsis
Ayant reçu une permission de sortie de sa cure de désintoxication, Kym (Anne Hathaway) revient dans sa famille pour le mariage de sa sœur Rachel (Rosemarie DeWitt) avec son fiancé Sidney.
Ce mariage est l'occasion de revisiter certains éléments douloureux de la famille ainsi que la relation entre ces deux sœurs.

## Fiche technique
Sauf indication contraire, les informations mentionnées dans cette section peuvent être confirmées par la base de données cinématographiques IMDb,  présente dans la section « Liens externes ».
- Titre français : Rachel se marie
- Titre québécois : Le Mariage de Rachel
- Titre original : Rachel Getting Married
- Réalisation : Jonathan Demme
- Scénario : Jenny Lumet
- Direction artistique : Kim Jennings
- Musique : Donald Harrison Jr. et Zafer Tawil
- Direction artistique : Kim Jennings
- Décors : Ford Wheeler
- Costumes : Susan Lyall
- Photographie : Declan Quinn
- Son : Jeff Pullman[1]
- Montage : Tim Squyres
- Production : Neda Armian, Marc E. Platt et Jonathan Demme
  - Coproduction : H.H. Cooper
  - Production associée : Elizabeth Hayes, Innbo Shim et Emily Woodburne
  - Production déléguée : Carol Cuddy et Ilona Herzberg
- Sociétés de production : Clinica Estetico et Marc Platt Productions
- Distribution : Sony Pictures Classics (États-Unis), Sony Pictures Releasing (France et Belgique)
- Budget :
- Pays de production :  États-Unis
- Langue originale : anglais
- Format : Couleur - Son : Dolby Digital, DTS, SDDS - 1,85:1 - Format 35 mm
- Genre : drame
- Durée : 113 minutes
- Dates de sortie :
  - Italie : 3 septembre 2008 (première sortie mondiale à la 65e Mostra de Venise)
  - États-Unis : 3 octobre 2008 (sortie limitée)
  - France : 15 avril 2009
  - Belgique : 17 octobre 2008 (festival de Gand) ; 26 novembre 2008 (sortie nationale)

## Distribution
- Sebastian Stan : Walter
- Roslyn Ruff (VF : Anne Mathot) : Rosa

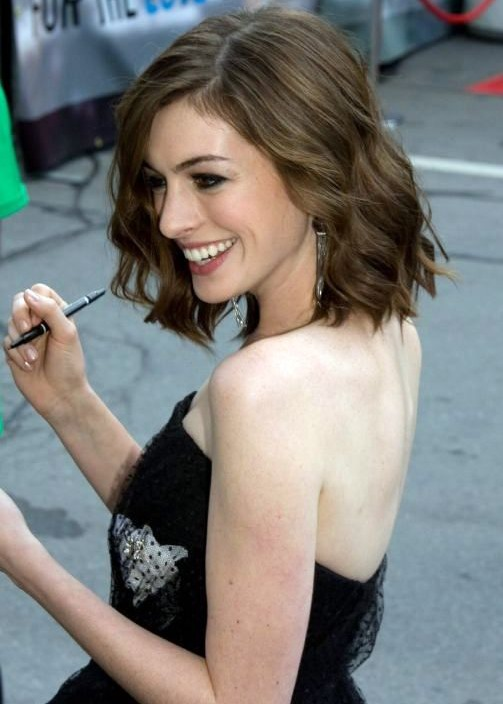
Anne Hathaway à la première du film, au Toronto International Film Festival (2007)

- Anne Hathaway (VF : Caroline Victoria) : Kym Buchman
- Bill Irwin (VF : Bernard Lanneau) : Paul Buchman, le père de Kym et Rachel
- Anna Deavere Smith (VF : Pascale Jacquemont) : Carol
- Rosemarie DeWitt (VF : Julie Dumas) : Rachel Buchman, la sœur ainée de Kym
- Anisa George (VF : Natacha Muller) : Emma
- Mather Zickel (VF : Xavier Fagnon) : Kieran, un témoin de Sidney
- Pastor Melvin Jones (VF : Thierry Desroses) : le speaker
- Molly Hickok (VF : Danièle Dinant) : la vétérane
- Tunde Adebimpe (VF : Christophe Peyroux) : Sidney Williams, le fiancé de Rachel
- Carol-Jean Lewis (VF : Anne Ludovik) : la mère de Sidney
- John Anthony (VF : Paul Borne) : le père de Sidney
- Fab Five Freddy (VF : Emmanuel Jacomy) : un invité, ami du marié
- Dorian Missick (en) (VF : Christophe Lemoine) : l'humoriste
- Debra Winger (VF : Frédérique Tirmont) : Abby

## Distinctions[2]
| Distinction                                   | Catégorie                                              | Nom                         | Résultat   |
| --------------------------------------------- | ------------------------------------------------------ | --------------------------- | ---------- |
| Oscar du cinéma                               | Meilleure actrice                                      | Anne Hathaway               | Nomination |
| Austin Film Critics Association               | Meilleure actrice                                      | Anne Hathaway               | Lauréat    |
| Critics Choice Awards                         | Meilleure actrice                                      | Anne Hathaway               | Lauréat    |
| Critics Choice Awards                         | Meilleure distribution                                 | Ensemble de la distribution | Nomination |
| Chicago Film Critics Association              | Meilleure actrice                                      | Anne Hathaway               | Lauréat    |
| Chicago Film Critics Association              | Meilleur second rôle                                   | Bill Irwin                  | Nomination |
| Chicago Film Critics Association              | Meilleur second rôle féminin                           | Rosemarie DeWitt            | Nomination |
| Chicago Film Critics Association              | Meilleur scénario original                             | Jenny Lumet                 | Nomination |
| Dallas-Fort Worth Film Critics Association    | Meilleure actrice                                      | Anne Hathaway               | Lauréat    |
| Detroit Film Critics Society                  | Meilleure actrice                                      | Anne Hathaway               | Nomination |
| Detroit Film Critics Society                  | Meilleur second rôle féminin                           | Rosemarie DeWitt            | Nomination |
| Detroit Film Critics Society                  | Meilleur ensemble                                      |                             | Nomination |
| Detroit Film Critics Society                  | Meilleur nouveau talent                                | Rosemarie DeWitt            | Nomination |
| EDA Annual Achievement Awards                 | Meilleure distribution                                 |                             | Lauréat    |
| EDA Annual Achievement Awards                 | Meilleure scénariste féminin                           | Jenny Lumet                 | Lauréat    |
| Golden Globe Award                            | Meilleure actrice dans un film dramatique              | Anne Hathaway               | Nomination |
| Gotham Awards                                 | Meilleure découverte                                   | Rosemarie DeWitt            | Nomination |
| Gotham Awards                                 | Meilleure distribution                                 |                             | Nomination |
| Houston Film Critics Society                  | Meilleure actrice                                      | Anne Hathaway               | Lauréat    |
| Film Independent's Spirit Awards              | Meilleur film                                          |                             | Nomination |
| Film Independent's Spirit Awards              | Meilleure réalisation                                  | Jonathan Demme              | Nomination |
| Film Independent's Spirit Awards              | Meilleur premier scénario                              | Jenny Lumet                 | Nomination |
| Film Independent's Spirit Awards              | Meilleure actrice dans un premier rôle                 | Anne Hathaway               | Nomination |
| Film Independent's Spirit Awards              | Meilleure actrice dans un second rôle                  | Rosemarie DeWitt            | Nomination |
| Film Independent's Spirit Awards              | Meilleure actrice dans un second rôle                  | Debra Winger                | Nomination |
| National Board of Review Awards               | Meilleure actrice                                      | Anne Hathaway               | Lauréat    |
| New York Film Critics Circle Awards           | Meilleur scénario                                      | Jenny Lumet                 | Lauréat    |
| Palm Springs International Film Festival      | Desert Palms Achievement Award de la meilleure actrice | Anne Hathaway               | Lauréat    |
| Satellite Awards                              | Meilleure actrice dans un second rôle                  | Rosemarie DeWitt            | Lauréat    |
| Satellite Awards                              | Meilleure actrice - Drame                              | Anne Hathaway               | Nomination |
| Screen Actors Guild Award                     | Meilleure performance pour le premier rôle féminin     | Anne Hathaway               | Nomination |
| Southeastern Film Critics Association         | Meilleure actrice                                      | Anne Hathaway               | Lauréat    |
| St. Louis Film Critics Association            | Meilleure actrice                                      | Anne Hathaway               | Nomination |
| Utah Film Critics Association                 | Meilleur second rôle féminin                           | Rosemarie DeWitt            | Lauréat    |
| Utah Film Critics Association                 | Meilleur scénariste                                    | Jenny Lumet                 | Lauréat    |
| Mostra de Venise                              | Lion d'or                                              |                             | Nomination |
| Washington D.C. Area Film Critics Association | Meilleur second rôle féminin                           | Rosemarie DeWitt            | Lauréat    |
| Washington D.C. Area Film Critics Association | Meilleur scénario                                      | Jenny Lumet                 | Lauréat    |

## Autour du film
- Jenny Lumet, fille du réalisateur Sidney Lumet, signe avec ce film son premier scénario.
- Tunde Adebimpe, interprétant le fiancé de Rachel, est aussi connu pour être le chanteur du groupe TV on the Radio.
- Le film est tourné façon caméscope portée au poing ou à l'épaule, ce qui donne un rendu volontairement amateur et documentaire.